# Filosofía del cosmos
La filosofía del cosmos (Cosmología filosófica) es una disciplina dirigida a la contemplación filosófica del universo como totalidad, y sus fundamentos conceptuales. Se basa en varias ramas de la filosofía: metafísica, epistemología, filosofía de la física, filosofía de la ciencia, filosofía de las matemáticas y las teorías fundamentales de la física. 
La filosofía del cosmo intenta responder preguntas como:
- ¿Cuál es la procedencia del cosmos?
- ¿Cuáles son los componentes esenciales del cosmos?
- ¿Tiene el cosmos un motivo oculto?
- ¿Cómo se comporta el cosmos?
- ¿Cómo podemos comprender el cosmos en el que nos encontramos?